# EuTEF
La European Technology Exposure Facility (EuTEF), que significa Instalación Europea de Tecnología Expuesta, es una carga montada en el exterior de laboratorio europeo Columbus, uno de los módulo de la Estación Espacial Internacional. La instalación proporciona una plataforma para distintos tipos de experimentos y materiales para exponerlos directamente al duro entorno espacial. Lo montaron en el exterior del Columbus durante la STS-122.

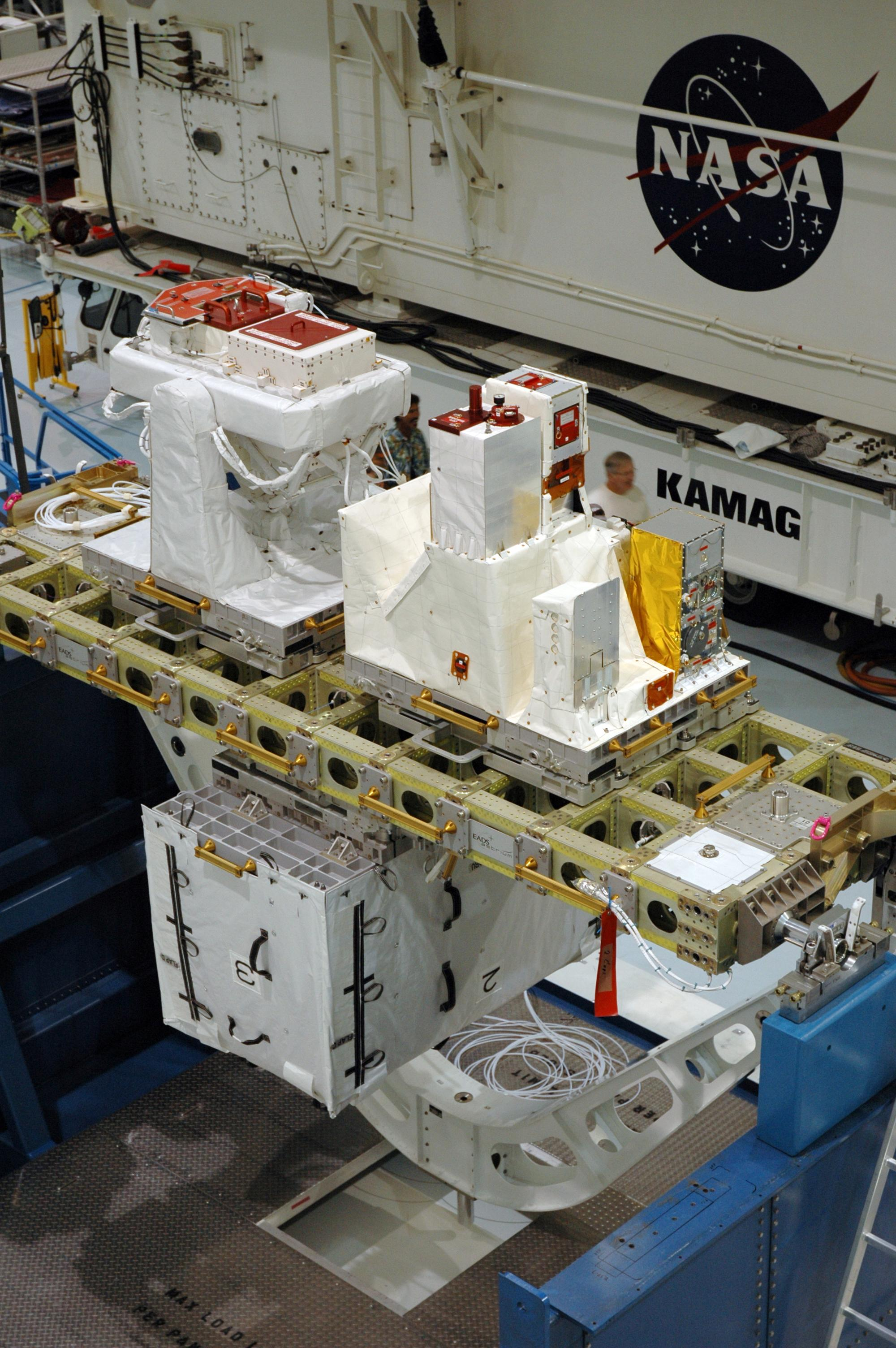
La carga externa SOLAR y el EuTEF instalado en el LCC-lite cargo carrier antes de lanzarlo en la misión STS-122 del transbordador.

El EuTEF es una arquitectura programable, multifuncional que proporciona interfaces uniformaes para los instrumentos. Nueve módulos de instrumentos están acomodadas y operan simultáneamente. Cada experimento está montado en el Columbus External Payload Adapter (CEPA), que consiste en un plato adaptador, el Active Flight Releasable Attachment Mechanism (A-FRAM) y los conectores y arneses. Los experimentos se montan directamente en el plato adaptador o en una estructura de soporte que los eleva para una exposición óptima a la dirección de vuelo y al cenit.
En total, la instalación tiene una masa de 350 kilogramos. El primer conjunto de experimentos montados incluyen:
- DEBris In-orbit Evaluator (DEBIE-2): detector orbital de escombros y micrometeoritos
- EuTEF Thermometer (EuTEMP): mide el entorno térmico de la EuTEF
- Earth Viewing Camera (EVC): cámara observando la Tierra
- Exposure Experiment (Expose): un instalación de exposición exobiológica
- Flux(Phi) Probe EXperiment (FIPEX): detector de oxígeno atómico
- Material Exposure and Degradation Experiment (MEDET): examina la degradación material
- Plasma Electron Gun Payload (PLEGPAY): descarga de plasma en órbita
- An Experiment on Space Tribology Experiment (Tribolab): banco de pruebas para las propiedades de tribología (estudio de la fricción en partes móviles) de los materiales[1][2]